# الإبداع المسيحي

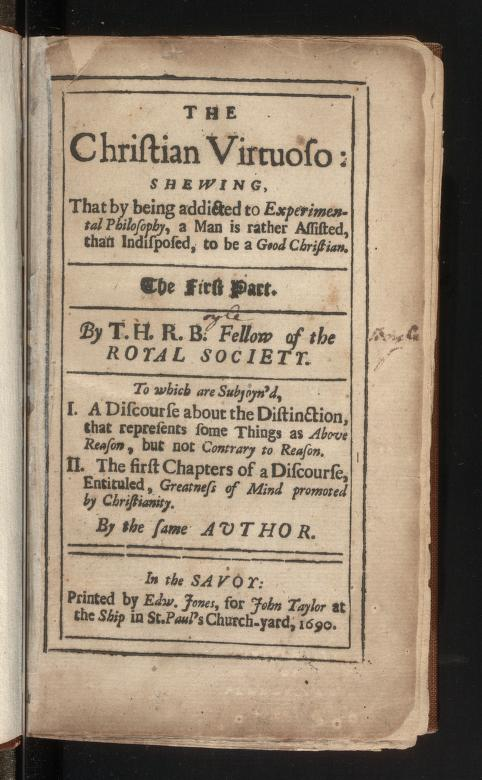
صفحة عنوان كتاب الإبداع المسيحي.

الإبداع المسيحي (بالإنجليزية: The Christian Virtuoso) هو واحد من الكتب التي نشرتها العالم واللاهوي روبرت بويل وذلك في عام 1690، والذي يبرز فيه إيمانه بالانجليكانية. الكتاب يلخص وجهات نظره الدينية، بما في ذلك فكرته لعمل الكون والله.

## مواقع خارجية
- Robert Boyle and the Limits of Reason Jan W. Wojcik, مطبعة جامعة كامبريدج, 2002, ISBN 0-521-52522-5, 261 pages
- Robert Boyle, 1627–91 ميخائيل هنتر، Boydell & Brewer, 2000, ISBN 0-85115-798-X, 293 pages
- The Aspiring Adept: Robert Boyle and His Alchemical Quest, Lawrence M. Principe، دار نشر جامعة برنستون, 2000, ISBN 0-691-05082-1, 340 pages
- Robert Boyle: A Study in Science and Christian Belief Reijer Hooykaas، University Press of America, 1997, ISBN 0-7618-0708-X, 131 pages
- Robert Boyle Reconsidered, ميخائيل هنتر، مطبعة جامعة كامبريدج, 1997, ISBN 0-521-89267-8, 249 pages
- Religious Origins of Modern Science, Eugene Marion Klaaren، Eerdmans, 1977, ISBN 0-8028-1683-5, 244 pages